# 奥切列季涅市镇
奥切列季涅市镇（羅馬化：Ocheretynska selyshchna hromada）是乌克兰顿涅茨克州波克罗夫斯克区的一个市镇，行政中心为奥切列季涅。市镇面积为726平方公里，人口数量为2,670人（2023年）.
2023年4月底，俄罗斯入侵乌克兰期间，俄军在此地取得突破。

## 居民点
该市镇包括40个居民点：4个市级镇、27个村庄和9个村居民点.